# Col du Perthus
Pour les articles homonymes, voir Perthus.
Le col du Perthus est un col des Pyrénées à la fois routier et autoroutier. Il permet de relier le département français des Pyrénées-Orientales en Occitanie à la province espagnole de Gérone en Catalogne.
Situé à une altitude de 283 m, c'est l'un des cols transfrontaliers les plus bas des Pyrénées. Il marque la limite occidentale du massif des Albères.

## Toponymie
Perthus est issu du latin pertusus, lui-même participe passé du verbe pertundere (« percer, trouer »). C'est un terme classique pour nommer un passage étroit, un col. Le col du Perthus est donc un toponyme pléonastique, le nom de Perthus échéant au village. On trouve également pertusium en bas latin. C'est ce terme qui apparaît en 1306 pour désigner pour la première fois et de manière certaine le col du Perthus : Pertusium de parrochia sta Maria de Clusa.
Le terme a été d'abord transformé en catalan (pertús) avant d'être francisé.

## Géographie
L'altitude du col est de 283 m. Son versant nord appartient au bassin de la rivière de Rome, affluent du Maureillas. Le village du Perthus est construit au col. La rue principale marque la frontière entre les deux pays. Le trottoir côté oriental est espagnol et la chaussée est française. Cette curiosité permet à la France de conserver le fort de Bellegarde dont les aménagements sont situés au sud de la ligne de crête déterminant la frontière.
La délimitation de la frontière franco-espagnole est déterminée par des bornes frontières pyramidales dont, pour l'agglomération, les no 575, 576, 577 et 577 bis. Vers le poste de douane en contrebas, deux piliers no 574 et 575 marquent la limite entre les deux pays. Cette délimitation correspond au ravin de la Comtesse qui rejoint la route nationale 9 jusqu'au poste frontière. Le pilier-frontière no 574 portant la date 1764 est situé « au bord occidental de la route » a été déplacé au fil du temps lors de l'aménagement des postes de douanes et déplacé à l'extrémité ouest de la route. L'ancien emplacement est matérialisé par une plaque métallique portant le même numéro. Il en est de même pour sa jumelle, no 575 déplacée de quelques dizaines de centimètres plus au sud. Une plaque scellée marque aussi l'ancien emplacement.

## Transports
L'altitude du col en fait, avec celui des Balistres l'un des plus bas franchissant les Pyrénées. Contrairement à ce dernier, le col du Perthus n'est pas en bord de mer et évite un détour important pour relier des grands axes, Perpignan et Gérone. Ces caractéristiques en font un axe majeur de traversée des Pyrénées.
Depuis le traité des Pyrénées, il marque la frontière franco-espagnole dont il supporte les bureaux des douanes. Il constitue par ailleurs la limite entre les autoroutes A9 et AP-7.
Il est également le point de jonction entre la route nationale 9 (France) française et  la nationale espagnole N-II. Il est franchi de manière souterraine, par la liaison ferroviaire à grande vitesse Perpignan-Figueras.

## Histoire

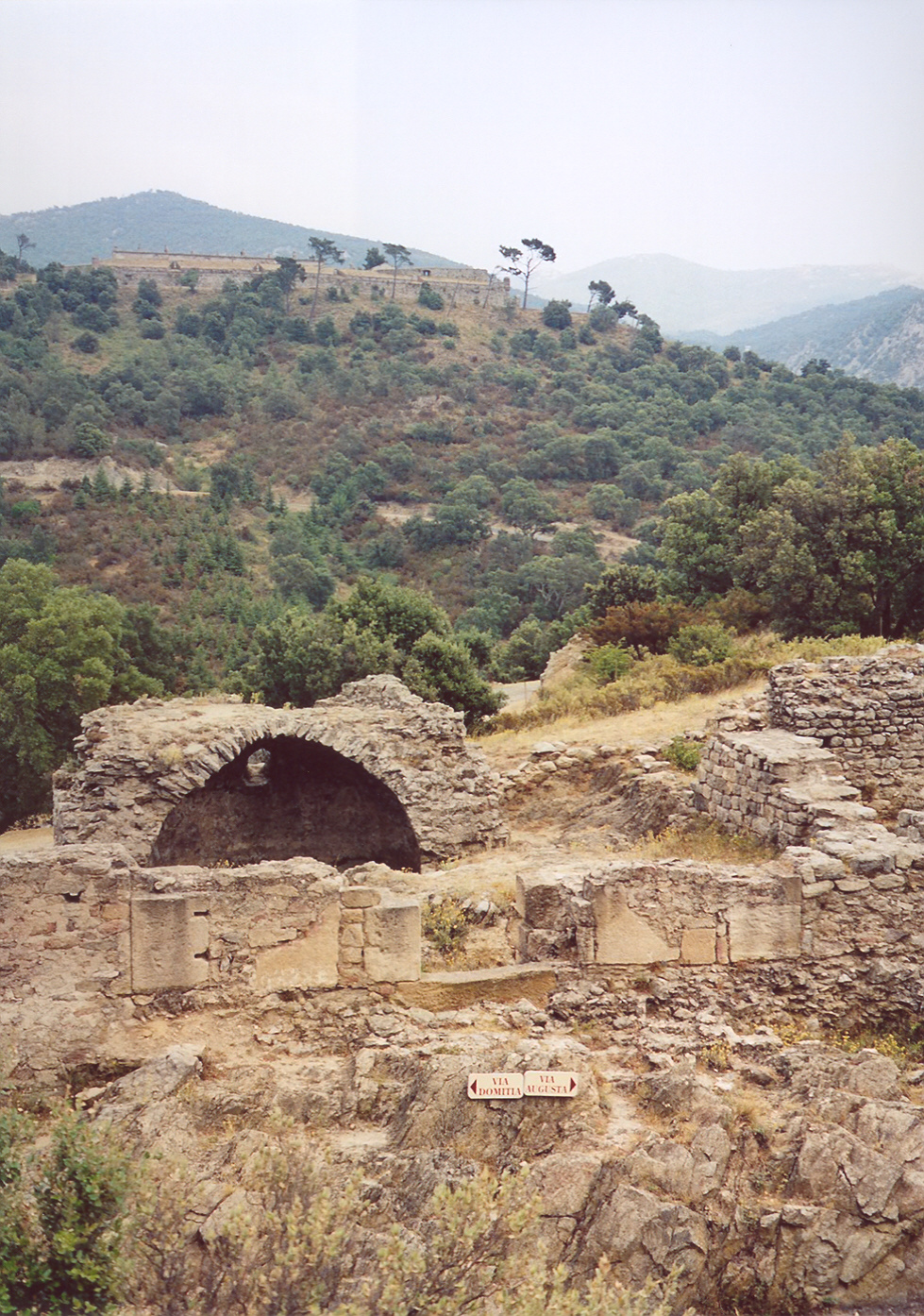
Au premier plan, les ruines du trophée de Pompée et du prieuré de Panissars. En fond, le fort de Bellegarde.

Le premier fait historique marquant le Perthus remonte sans doute à 218 av. J.-C. lorsque Hannibal et son armée composée d'éléphants franchissent le col du Perthus lors de la deuxième guerre punique, après avoir négocié un important droit de péage à Illiberis.
La zone a ensuite été fortifiée par les Romains. Le col est alors connu sous le nom de Summum Pyrenaeum et est le point de jonction de la Via Domitia au nord et de la Via Augusta au sud. Les restes de différentes fortifications romaines sont visibles sur la commune des Cluses. Elles défendaient l'accès au col par les deux voies romaines. Les restes visibles le long de la voie Domitienne, sur le col de Panissars voisin sont vraisemblablement ceux du trophée érigé par Pompée, plusieurs fois mentionné par les textes antiques après la conquête de l'Espagne et qui matérialise cette jonction.
Lorsque les Wisigoths s'emparent en 412 de la Septimanie à la chute de Rome, ils organisent leur défense autour du château d'Ultrère tout en développant les fortifications du Perthus. Il ne reste cependant que des ruines de ces ouvrages.
S'il est certain que les Arabes utilisent le col du Perthus pour annexer Narbonne entre 711 et 719 avant de battre en retraite 40 ans plus tard, le château dit « des maures » est une forteresse romaine modifiée par les Wisigoths.
Le 1er octobre 1285, Philippe le Hardi, roi de France, allié à Jacques II, roi de Majorque est défait par Pierre III d'Aragon lors de la bataille du col de Panissars qui met un terme à la croisade d'Aragon. Jacques II de Majorque commence à fortifier la hauteur occidentale du col dès 1285 pour se défendre de son puissant frère aragonais. La trêve est de courte durée. Le col passe sous domination aragonaise en 1295 après que le traité d'Anagni force Jacques II à être vassal de la couronne d'Aragon.
Le mariage d'Isabelle Ire de Castille et de Ferdinand II d'Aragon en 1479 rend le col espagnol, jusqu'au soulèvement de la Catalogne en 1640, en pleine guerre de Trente Ans. L'alliance du gouvernement catalan avec Louis XIII permet aux troupes françaises de franchir le col du Perthus. Après 19 années de conflit, le traité des Pyrénées détermine la frontière entre la France et l'Espagne et le complexe découpage du col du Perthus.
Les aménagements militaires se développent jusqu'à ce qu'en 1677 Vauban fasse détruire les anciennes constructions pour bâtir le fort de Bellegarde. Jusqu'au XXe siècle, l'histoire du col du Perthus se confond alors avec celle du fort de Bellegarde.
Le village du Perthus est fondé en 1836.
Une pyramide est construite entre 1974 et 1976 à la jonction des autoroutes A9 et AP7. C'est l'œuvre de l'architecte Ricardo Bofill. Elle est dédiée à la Catalogne. Elle est située sur le versant opposé au trophée de Pompée.